# غابرييل (لاعب كرة قدم)
غابرييل (بالبرتغالية: Gabriel Girotto Franco) هو لاعب كرة قدم برازيلي في مركز الوسط، ولد في 10 يوليو 1992 في كامبيناس في البرازيل. لعب مع بوتافوغو ريغاتاس ونادي بالميراس.

## وصلات خارجية
- غابرييل على موقع قاعدة بيانات كرة القدم.إي يو (الإنجليزية)
- غابرييل على موقع Soccerway.com (الإنجليزية)